# Poggio Santa Cecilia
Poggio Santa Cecilia is een plaats (frazione) in de Italiaanse gemeente Rapolano Terme.